# Accolade-reeks
Accolade is een boekenreeks detective pocketboeken, die in de jaren vijftig opgestart werd door de A. W. Sijthoff's Uitgeversmaatschappij en begin jaren negentig werd stopgezet. Deze reeks werd uitgebracht specifiek voor de Nederlandse en Vlaamse markt en bracht vertaalde werken van internationale misdaadschrijvers tot bij het pocket-publiek. Alhoewel er werken van meerdere auteurs verschenen werd ze voornamelijk gedomineerd door boeken van Agatha Christie.
Begin jaren negentig fuseerden A.W. Sijthoff's Uitgeversmaatschappij en Uitgeverij Luitingh b.v. tot Luitingh-Sijthoff. Bij deze fusie sneuvelde de reeks en werd vervangen door een reeks die enkel nog de romans van Agatha Christie bevat. Deze opvolger is nog steeds in de handel verkrijgbaar.

## Omslag
Tot begin jaren negentig had de reeks een erg typische omslag, gebaseerd op een getekende papierscheur die het boek horizontaal verdeelde in twee delen. Het bovenste deel vermeldde de naam van de auteur (witte letters op een zwarte achtergrond), terwijl het onderste deel de titel vermeldde op een achtergrond van een afwisselende kleur.
Op de eerste pagina stond een accolade afgedrukt met daarnaast het volgnummer van het boek.

## Auteurslijst
- Frank Arnau
- John Bingham
- Cecil Burton
- Manning O'Brine
- John le Carré
- Henry Cecil
- Agatha Christie
- Rosemary Gatenby
- Laurence Henderson
- Hellen Hull
- Michael Innes
- H. R. F. Keating
- Christopher Landon
- Michel LeBrun
- Martin Mons
- Anne Morice
- Diana Ramsay
- Eric Sheperd
- Shelley Smith
- J. F. Straker
- Julian Symons
- Martin Woodhouse

## Fondslijst
Dit is de volledige lijst van de accolade reeks. Er moet wel een onderscheid gemaakt worden tussen de oorspronkelijke reeks van uitgeverij Sijthoff en een latere reeks van uitgeverij Balans (waar men trouwens geen accolade in ziet staan met de nummering). De kaft is wel helemaal dezelfde, maar de nummering is anders.
- 1. Tien kleine negertjes door Agatha Christie
- 2. Overal is de duivel door Agatha Christie
- 3. De laagte door Agatha Christie
- 4. De moordenaar droeg blauw door Agatha Christie
- 5. Dood van een danseres door Agatha Christie
- 6. Vijf kleine biggetjes door Agatha Christie
- 7. De giftige pen door Agatha Christie
- 8. Uit Poirots praktijk door Agatha Christie
- 9. N of M door Agatha Christie
- 10. Bruisende drank (Sprankelend blauwzuur) door Agatha Christie
- 11. Moord in de martelstoel door Agatha Christie
- 12. Moord onder vuurwerk door Agatha Christie
- 13. Schuldig in eigen ogen door Agatha Christie
- 14. Het ABC-mysterie door Agatha Christie
- 15. Moordenaarsspelletje door Herbert Gabriel
- 16. Wie adverteert een moord! door Agatha Christie
- 17. Brief van een dode door Agatha Christie
- 18. De Carnavalsmoord door Martin Mons
- 19. Rally naar Bagdad door Agatha Christie
- 20. De werken van Hercules door Agatha Christie
- 21. De actrice door Edith Marsh
- 22. Inspecteur Perquin en de kralenmoorden ook wel Kralen door Martin Mons
- 23. Poirot komt terug door Agatha Christie
- 24. Poirot speelt bridge door Agatha Christie
- 25. Moord op de golflinks door Agatha Christie
- 26. Een goochelaarstruc door Agatha Christie
- 27. Inspecteur Perquin gaat op vakantie ook wel De moord op Derk Alland door Martin Mons
- 28. Na de begrafenis door Agatha Christie
- 29. Moord in Mesopotamië door Agatha Christie
- 30. Kaarsen voor de luchter door Jan Louwen
- 31. Een handvol rogge door Agatha Christie
- 32. Moord in de Apollokliniek door Martin Mons
- 33. Het mysterie der zwarte pionnen door Johan Wilhelm Schotmans
- 34. Inspecteur Fabian van Scotland Yard door Robert Fabian
- 35. Moord op de Nijl door Agatha Christie
- 36. Koffie verkeerd door Martin Mons
- 37. Mevrouw Muir ziet een spook door R.A. Dick
- 38. Met onbekende bestemming door Agatha Christie
- 39. En toen gilde de fluitketel door Martin Mons
- 40. Het huis met de poppen door Martin Mons
- 41. Miss Marple en haar dertien problemen door Agatha Christie
- 42. Discrete dood door Dieuke Boissevain
- 43. Moord in het studentenhuis door Agatha Christie
- 44. Driehoek op Rhodos door Agatha Christie
- 45. Lord Edgware sterft door Agatha Christie
- 46. Vrouw overboord door Susan Gilruth
- 47. De moordenaar waagt een gok door Agatha Christie
- 48. Zoek de moordenaar door Agatha Christie
- 49. Een meisje verdwijnt door Martin Mons
- 50. De vreemde gebeurtenissen op Huguemont door Martin Mons
- 51. De grote vier door Agatha Christie
- 52. Trein 16.50 doorAgatha Christie
- 53. Aan het eind van het hoofdstuk door Nicholas Blake
- 54. De wraak van Siva door Cecil Burton
- 55. Wie vermoordde zijne excellentie  door Martin Mons
- 56. Dood van een financier door Nicholas Blake
- 57. Getuige à charge door Agatha Christie
- 58. Doem der verdenking door Agatha Christie
- 59. Moord in Pompeji door Martin Mons
- 60. Het gewetenloze contract door Nicholas Blake
- 61. Deelgenoten in de misdaad door Agatha Christie
- 62. En het einde is de dood door Agatha Christie
- 63. Moord in de pastorie door Agatha Christie
- 64. Moord in de Oriënt-Express door Agatha Christie
- 65. De geheime tegenstander door Agatha Christie
- 66. Een kat tussen de duiven door Agatha Christie
- 67. De moord op Roger Ackroyd door Agatha Christie
- 68. De man in het bruine pak door Agatha Christie
- 69. De noodlottige zeereis door Nicholas Blake
- 70. Scarlattiplantsoen door Martin Mons
- 71. Het geheim van de blauwe trein door Agatha Christie
- 72. Het mysterie van Sittaford door Agatha Christie

- 73. De schaduw van de tijd door Christopher Landon
- 74. Avontuur met een kerstpudding door Agatha Christie
- 75. Boodschap van Sirius door Cecil Jenkins
- 76. Het schoonste graf door Reginald James White
- 77. Meineed door Martin Mons
- 78. Het klopsignaal door Helen Hull
- 79. De nozemmisdaad door Julian Symons
- 80. Bij gebrek aan bewijs door Henry Cecil
- 81. Louter toeval...? door Henry Cecil
- 82. De terugkeer van de verloren zoon door Martin Mons
- 83. Moord in de moskee door Martin Mons
- 84. Drama in drie bedrijven door Agatha Christie
- 85. Marion door John Bingham
- 86. Boodschapper in de nacht door John Bingham
- 87. Bruiloft bij de balie door Henry Cecil
- 88. Belager van het leven door Nicholas Blake
- 89. De nerveuze moordenaar door Martin Mons
- 90. Het vale paard door Agatha Christie
- 91. De man die zijn eigen erfgenaam was door Shelley Smith
- 92. De cirkel wordt steeds nauwer door Julian Symons
- 93. Een rechter achter tralies?door Henry Cecil
- 94. Het kromme huis door Agatha Christie
- 95. Mijn zoon Gerrit door Martin Mons
- 96. De Verdwenen Da Vinci door Martin Mons
- 97. De onwillige getuige door Sara Woods
- 98. Honderd procent zekerheid door Martin Mons
- 99. Het Listerdale-mysterie door Agatha Christie
- 100. De spiegel barstte door Agatha Christie
- 101. Voetsporen in de sneeuw door John le Carré
- 102. Met de dood als gevolg door John Bingham
- 103. Kerstmis van Poirot door Agatha Christie
- 104. Stuivertje wisselen door Martin Mons
- 105. De moord op Francie Lake door Julian Symons
- 106. De muizeval door Agatha Christie
- 107. Wat wist Mr. Sampson door Henry Cecil
- 108. De vier klokken door Agatha Christie
- 109. Waarom Evans niet? doorAgatha Christie
- 110. De weegschaal door Martin Mons
- 111. In afwachting van Olivier door Simon Troy
- 112. Proeven van angst door Sara Woods
- 113. Moordplan nr. 6 door John Bingham
- 114. De fatale grapjas door Nicholas Blake
- 115. De man die geluk bracht door Agatha Christie
- 116. Moord is kinderspel door Agatha Christie
- 117. Miss Marple met vakantie door Agatha Christie
- 118. Dood van een huistiran door Agatha Christie
- 119. Mijn naam is Michael Sibley door John Bingham
- 120. Moord in het vliegtuig door Agatha Christie
- 121. De geheimzinnige Mr. Quin door Agatha Christie
- 122. In Hotel Bertram door Agatha Christie
- 123. Jane zoekt een baan door Agatha Christie
- 124. De zaak Styles door Agatha Christie
- 125. Het mysterieuze manuscript door Agatha Christie
- 126. Het derde meisje door Agatha Christie
- 127. De zeven wijzerplaten door Agatha Christie
- 128. Het wespennest door Agatha Christie
- 129. De eindeloze nacht door Agatha Christie
- 130. De pop in de schoorsteen door Agatha Christie
- 131. Appleby kijkt op de klok door Michael Innes
- 132. De dood op de korrel door Rosemary Gatenby
- 133. Met voorbedachte rade door Laurence Henderson
- 134. Operatie Rock Baby door Martin Woodhouse
- 135. Dodelijke afrekening door Manning O'Brine
- 136. De versierde bezemsteel door Agatha Christie
- 137. Levende schietschijf door Laurence Henderson
- 138. De onzichtbare gastheer door Gwen Bristow
- 139. Passagier voor Frankfurt door Agatha Christie
- 140. De Wraakgodin door Agatha Christie
- 141. Een olifant vergeet niet gauw door Agatha Christie
- 142. Moord in de bibliotheek door Agatha Christie
- 143. Het Regatta-mysterie door Agatha Christie
- 144. Het doek valt door Agatha Christie

Wat de Agatha Christie boeken in deze reeks betreft, werden "De versierde bezemsteel" en "De wraakgodin" naar verluidt nooit gepubliceerd. Ze zijn althans niet vindbaar op de tweedehands markten.